# Matthew Abeysinghe
Matthew Duncan Abeysinghe, född 19 mars 1996 i Hazleton i Pennsylvania, är en lankesisk simmare.

## Karriär
Abeysinghe tävlade för Sri Lanka vid olympiska sommarspelen 2016 i Rio de Janeiro, där han blev utslagen i försöksheatet på 100 meter frisim. Vid olympiska sommarspelen 2020 i Tokyo slutade Abeysinghe på 48:e plats på 100 meter frisim och blev återigen utslagen i försöksheatet.